# Западноафриканский пиджин-инглиш
Западноафриканский пиджин-инглиш, также известный как креольский английский гвинейского побережья — западноафриканский пиджин с английской лексикой и грамматикой местных африканских языков. Возник как язык торговли между британскими и африканскими работорговцами в период трансатлантической работорговли. По состоянию на 2017 год им пользовались около 75 миллионов человек в Нигерии, Камеруне, Гане и Экваториальной Гвинее.
Существует в первую очередь как разговорный язык и не имеет стандартизированной письменной формы. Пиджин распался на множество взаимопонятных местных разновидностей. К ним относятся сьерра-леонский крио, нигерийский, ганский, камерунский, либерийский пиджины, акуский диалект крио и пичинглис (диалект Фернандо-По).
Язык службы новостей Би-би-си на западноафриканском пиджине появился в попытке его стандартизации. Редакция новостной службы расположена в Лагосе в Нигерии.

## История
Западноафриканский пиджин возник в период трансатлантической работорговли как язык-посредник между британскими и африканскими работорговцами. Португальские купцы первыми из европейцев начали торговлю в Западной Африке в XV веке, благодаря чему западноафриканский пиджин-английский содержит множество слов португальского происхождения, таких как «sabi» (знать), производное от португальского «saber». Позже, когда португальцев вытеснили британские торговцы, в общении между ними и местными африканскими работорговцами выработался контактный язык, облегчавший их коммерцию. Он быстро распространился вверх по речным системам во внутренние районы Западной Африки и стал использоваться в торговле среди африканцев, принадлежащих к различным племенам. Позднее этот говор стал родным для детей из новых сообществ африканцев и детей от смешанных браков, живших на прибрежных базах работорговли, таких как остров Джеймса, остров Банс, форт Элмина, форт Кейп-Кост и Аномабу. С этого момента он стал креольским языком.
Некоторые учёные называют этот язык «западноафриканским пиджин-инглишем», чтобы подчеркнуть его роль в качестве торгового лингва франка. Другие называют его «креольским английским Гвинейского побережья», чтобы подчеркнуть его роль как креольского родного языка.

Западноафриканский пиджин упоминается в многочисленных свидетельствах, оставленных ранними европейскими путешественниками и работорговцами. Там его именуют «прибрежным английским» или «прибрежным жаргоном». Британский работорговец Джон Мэтьюз, живший в Сьерра-Леоне, упоминал английский пиджин в письме, которое он позже включил в книгу «Путешествие к реке Сьерра-Леоне на побережье Африки». Мэтьюз называет западноафриканский пиджин-английский «жаргоном» и предупреждает европейцев, приезжающих в Африку, что они не поймут африканцев, если не обратят внимание на существенные различия между английским и прибрежным пиджином:
Те, кто посещает Африку мимоходом… очень склонны ошибаться в смысле [слов] аборигенов из-за недостатка знаний их языка или жаргона тех из них, кто живут на морском побережье и немного говорят по-английски; европеец вкладывает те же идеи в слова, произнесенным африканцем, как если бы они были произнесены одним из его народа. [Это] образец обычного разговора.
Мэтьюз также приводит пример западноафриканского пиджин-инглиша:
Well, my friend, you got trade today; you got plenty of slaves?
No, we no got trade yet; by and by trade come. You can’t go.
What you go for catch people, you go for make war?
Yes, my brother … gone for catch people; or they gone for make war.

### Современная Африка
Западноафриканский пиджин оставался в употреблении в Западной Африке после запрета работорговли в западных странах и начала деколонизации Африки. Возникло много различных региональных вариантов языка. В колониальную эпоху (а иногда и в XXI веке) на пиджин смотрели свысока как на искажённый английский, однако он по-прежнему широко используется. По оценкам, в 2016 году в Нигерии насчитывалось 3—5 млн человек, для которых этот пиджин был основным повседневным языком. По состоянию на 2017 год на этом языке говорит около 75 миллионов человек в Нигерии, Камеруне, Гане и Экваториальной Гвинее. Во время подъёма африканского национализма он стал «языком сопротивления и антиколониализма», и политические активисты до сих пор используют его для критики постколониальных политических лидеров своих стран.
В XX веке в странах Западной Африки значительно возросло количество креольских языков с английской лексикой, которые используются как родные и вспомогательные, и общее число носителей таких языков в 2010-х годах может превышать 100 млн человек.
В августе 2017 года Би-би-си запустила новостную службу на пиджине, предназначенную для аудитории в Западной и Центральной Африке, как часть своего отделения World Service. В рамках этих усилий BBC разработала стандартизированную письменную форму пиджина и описала её во внутреннем руководстве.

## Состав
Основная часть словаря западноафриканского пиджин-инглиша заимствована из английского — колониального языка, который доминировал в среде его развития, — а основная часть фонетики, морфологии и синтаксиса взята из местных языков, ставших субстратом. Такое разделение типично для пиджинов и креольских языков.
Английский диалект, который служил источником лексики для западноафриканского пиджин-английского, был не языком образованных классов Британии, а «морским английским», на котором говорили моряки с судов работорговцев, плывущих в Африку для треугольной торговли. Их речь содержала слова из британских региональных диалектов, а также специализированную корабельную лексику. Следы этой разновидности английского заметны в нескольких современных пиджинах, происходящих от исторического западноафриканского пиджин-инглиша. В крио Сьерра-Леоне, например, имеются следующие слова диалектизмы: padi («друг»), krabit («скупой») и berin («похороны»); морские профессионализмы включают kohtlas (от «cutlass», кортик), flog («бить», «наказать»), eys (от «hoist»; «поднять») и dek («пол»).

## Историческое влияние
Потомками западноафриканского пиджина являются различные пиджины и креольские языки, на которых до сих пор говорят в Западной Африке — крио (аку) Гамбии, крио Сьерра-Леоне, нигерийский пиджин, ганский пиджин, камерунский пиджин, креольский английский Фернандо-По и другие. Все они настолько похожи, что их всё чаще совокупно именуют «западноафриканским пиджином», хотя первоначально этот термин обозначал только исторический торговый язык, на котором говорили на западноафриканском побережье в XIX столетии.
Некоторые учёные также утверждают, что африканские рабы принесли западноафриканский пиджин-английский в Новый Свет, где из него возникли местные англоязычные креольские языки, включая язык гулла в прибрежных районах Южной Каролины и Джорджии, багамский диалект, ямайский креольский язык, белизский криол, гайанский креольский, сранан-тонго в Суринаме и т. д. Поскольку рабы, доставленные в Америку, говорили на разных африканских языках, они использовали западноафриканский пиджин-английский для общения между собой на плантациях.
Сходство между многими основанными на английском языке пиджинами и креольскими языками, на которых говорят сегодня по обе стороны Атлантики, связано, по крайней мере частично, с их общим происхождением от раннего западноафриканского пиджина. Примеры фразы, которая означает «они идут туда, чтобы поесть риса»:
- Крио (Сьерра-Леона): Dem dey go for go it res
- Ганский пиджин: Dem dey go chop rais
- Нигерийский пиджин: Dem dey go chop ris
- Камерунский пиджин: Dey di go for go chop rice
- Гулла: Dem duh gwine fuh eat rice